# Næstved
Næstved anhörenⓘ ist eine dänische Stadt auf Seeland und gehört zur Region Sjælland. Næstved ist zugleich Hauptort der gleichnamigen Kommune innerhalb der Region. Die Kommune bedeckt eine Fläche von 681 km² und besteht seit dem 1. Januar 2007 aus den früheren Kommunen Fladså, Fuglebjerg, Holmegaard, Næstved (1970–2006 199,84 km²) und Suså. Wichtige Industriezweige sind die Papier- und Elektroindustrie.

## Geschichte
Im Mittelalter war die heutige Industrie- und Hafenstadt an der Mündung der Suså in den Karrebæk-Fjord ein wichtiges geistliches Zentrum. 1135 wurde das St.-Peter-Kloster im heutigen Herlufsholm erstmals erwähnt, 1140 wurden durch einen Schenkungsbrief des Königs Erik Lam die Hoheits- und die Marktrechte der sich aus zwei Dörfern beiderseits des Flusses entwickelnden Stadt an das Kloster übertragen. Der Name der Stadt deutet eine Rodung auf einem Küstenvorsprung an (Næs-tved). Sie entwickelte sich zu einem wichtigen Handelsplatz. Um 1825 setzte mit der Glasbläserei im benachbarten Holmegaard, das heute zur Gemeinde Næstved gehört, die Industrialisierung ein. Gegen Ende des 19. Jahrhunderts waren etwa 40 % der damals 6000 Einwohner in Handwerk und Industrie beschäftigt.
1946 wurde in der Nähe des Ortes der Mann von Porsmose, eine neolithische Moorleiche, gefunden.

## Sehenswürdigkeiten
Eine bedeutsame Sehenswürdigkeit in Næstved ist die 55 Meter lange  gotische Kirche St. Peter (dänisch: Sankt Peders Kirke) südlich des Rathauses von Næstved. Die Substanz der Kirche geht auf das 12. bis 15. Jahrhundert zurück und ist so im Wesentlichen bis heute erhalten. In einem klösterlichen Dokument aus dem Jahr 1135 wird für den Standort von St. Peter ein früheres Kirchenbauwerk erwähnt. Ein einschiffiges romanisches Kreuzgebäude aus Kalkgestein und Ziegelsteinen bestand an gleicher Stelle um 1250. Im Jahr 1375 begannen die Erweiterungen zur heutigen gotischen Kirche, deren Substanz aus rotem Backstein besteht und die als eine der größten und namhaften gotischen Gebäude Dänemarks gilt. Daher wurde die Kirche mehrfach restauriert, unter anderem nach Maßgaben der Architekten Niels Sigfred Nebelong und Georg Kretz in der Zeit von 1852 bis 1856 und 27 Jahre später in einer dreijährigen Phase unter Anleitung der Architekten Johan Daniel Herholdt und dem damals erst 31-jährigen Hans Vilhelm Ahlmann. Besonders erwähnenswert zur Kirche St. Peter in Næstved sind der östliche Chor und dessen fünf hohe Fenster, die vermutlich später ausgebildete und mit viel Zier versehene Nischenwand sowie die von Bildhauer Lorentz Jørgensen im Jahr 1671 fertiggestellte Kanzel. 1984/85 wurden in den vier Gewölben des nördlichen Seitenschiffs Fresken eines Malers mit der Signatur Morten aus der Zeit nach 1400 freigelegt, die u. a. einen Christuskopf, reichhaltige Pflanzenornamente, die Fabel von Fuchs und Storch, das Martyrium der 10.000 Reiter und das Memento-Mori-Motiv zeigen.

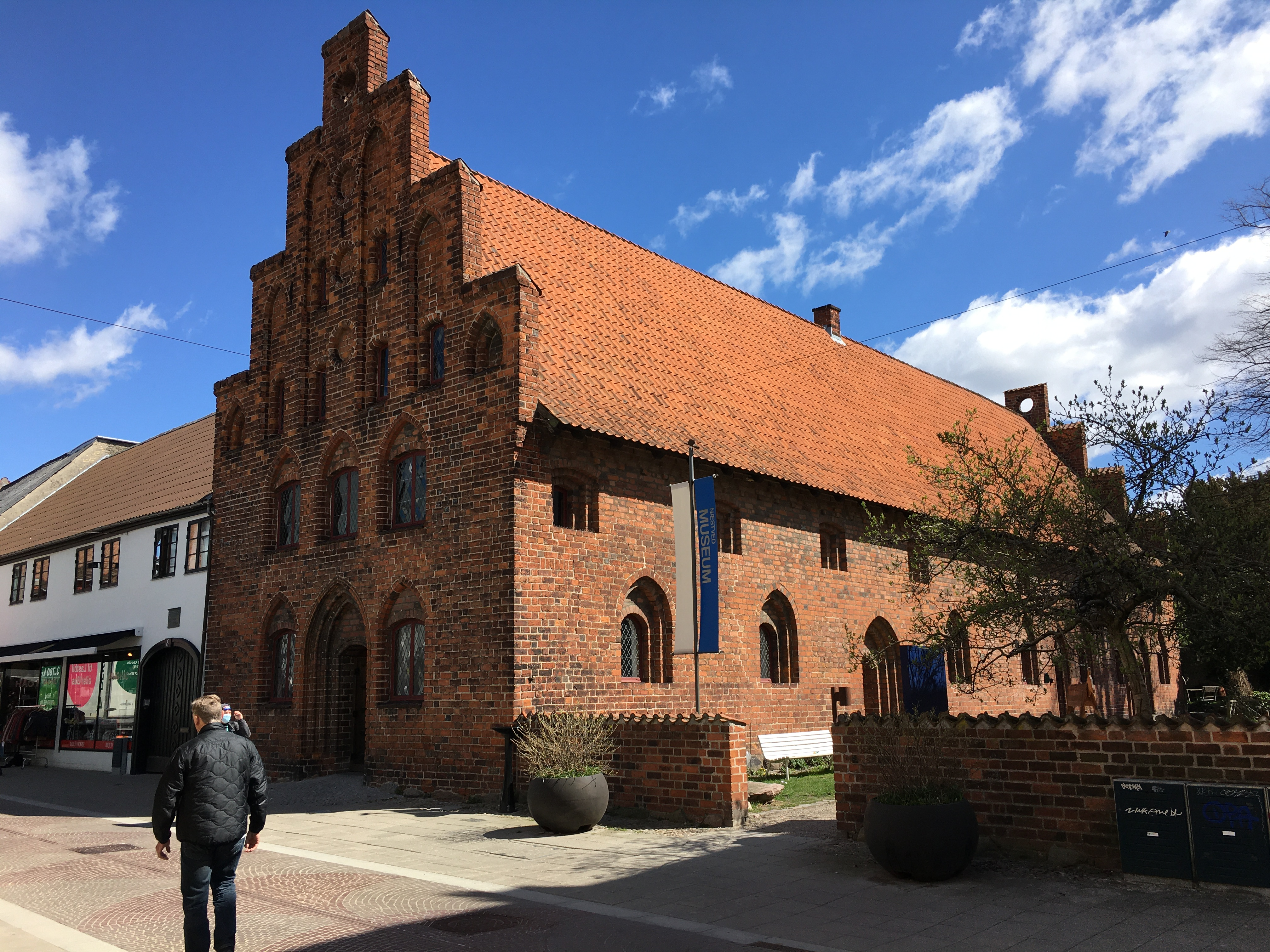
Helligåndshuset

Touristische Anziehungspunkte sind das mittelalterliche Stadtbild mit den alten Bürgerhäusern, dem Apostelhaus (1520), dem Rathaus (1450 bis 1520), dem Heiliggeiststift (Helligåndshuset, Ende des 15. Jahrhunderts, später Hospital, heute städtische Museum) und dem hanseatischen Kompagniehaus (14. Jahrhundert).
2 km nördlich des Stadtzentrums befindet sich das ehemalige Kloster Herlufsholm, seit 1565 eine Lateinschule und seit 1567 ein Internat für Jungen; erst 1966 wurde die Schule auch für Mädchen zugelassen und 1985 für Studentinnen.
6 km südwestlich von Næstved liegt die Insel Gavnø, auf der sich das Schloss Gavnø befindet, welches im Stil des Rokoko erbaut wurde. Es entstand an der Stelle eines früheren, von Margarethe I. angelegten Klosters in den Jahren 1755 bis 1758. Hier befindet sich neben der bekannten Tulpenzucht im Park ein Schmetterlingshaus, die große Gemäldesammlung Reedtz-Thott sowie eine Bibliothek, aber auch ein Feuerwehrmuseum.

## Partnerschaften
Næstved unterhält Städtepartnerschaften mit Rauma in Finnland, Álftanes auf Island, Gjøvik in Norwegen, Sopot in Polen und Gävle in Schweden.
Zusätzlich findet eine Zusammenarbeit in einigen sozialen Bereichen mit den Städten Chalon-sur-Saône in Frankreich, Pistoia in Italien, Narita in Japan und Alytus in Litauen statt.

## Wirtschaft
Næstved ist ein Industriestandort. Der Marine-Bereich der Emerson Electric Company hat hier einen Standort. Die 1839 gegründete Töpferei Kähler Keramik ist heute eine Marke der Rosendahl Design Group.
Die Løve Apotek ist die älteste Apotheke Dänemarks. Sie wurde 1640 gegründet.
Die Danske Statsbaner errichten das Ausbesserungswerk Næstved zur Instandhaltung von Lokomotiven der Reihe EB und den von Talgo bestellten Wagen der Reihe EC.

## Verkehr
Die Stadt besitzt einen im Fernverkehr zwischen Kopenhagen und Hamburg wichtigen Bahnhof auf der Bahnstrecke Ringsted–Rødby Færge. Sie wird ferner von der Fernverkehrsstraße 22 zwischen Kalundborg und Vordingborg berührt. Die beiden Fernverkehrsstraßen 14 nach Roskilde und 54 nach Rønnede beginnen hier.

## Söhne und Töchter der Stadt
- Johann Adam Krygell (1835–1915), Komponist und Organist
- Herman Kähler (1846–1917), Fabrikant
- Sofie Holten (1858–1930), Malerin
- Aage Bertelsen (1873–1945), Maler und Grönlandfahrer
- Harald Friis (1893–1976), dänisch-US-amerikanischer Ingenieur
- Erling Dinesen (1910–1986), Gewerkschaftsfunktionär und Politiker
- Britta Schall Holberg (1941–2022), Politikerin
- Jesper Klein (1944–2011), Schauspieler
- Hans-Wiggo Knudsen (1944–2020), Kanute
- Bjarne Grønnow (* 1956), Archäologe
- Jens Winther (1960–2011), Jazz-Trompeter, Hornist und Komponist
- Jan Bo Petersen (* 1970), Radrennfahrer
- DQ (* 1973), Sänger und Travestiekünstler
- Magnus Heunicke (* 1975), Politiker
- Michael Jensen (* 1975), Autorennfahrer
- Martin Møller (* 1980), grönländischer Biathlet und Skilangläufer
- Lasse Bøchman (* 1983), Radrennfahrer
- Morten Jørgensen (* 1985), Ruderer
- Mads Christiansen (* 1986), Handballspieler
- Simon Makienok (* 1990), Fußballspieler
- Ida Lagerbon (* 1998), Handballspielerin
- Alberte Greve (* 2005), Radsportlerin